# Christine Scheyer
Christine Scheyer, née le 18 juillet 1994, est une skieuse alpine autrichienne membre de l'équipe nationale autrichienne en tant que cadre B en 2014. Elle commence, en particulier dans les disciplines rapides (descente et super-G).

## Biographie
Christine Scheyer est originaire de Götzis dans le land de Vorarlberg. Elle commence le ski à l'âge de 2 ans et demi. Elle est étudiante en économie. 
Elle débute en Coupe du monde, le 12 décembre 2014 dans le slalom géant d'Åre. 

Le 15 janvier 2017, elle remporte la descente au Zauchensee devant la Liechtensteinoise Tina Weirather et obtient ainsi une première victoire en Coupe du monde.
 Elle participe ensuite aux Championnats du monde 2017, où elle est notamment sixième de la descente.

## Palmarès

### Championnats du monde
| Épreuve / Édition | Saint-Moritz 2017 |
| ----------------- | ----------------- |
| Descente          | 6e                |
| Super G           | 15e               |
| Combiné           | 13e               |

### Coupe du monde
- Meilleur classement général : 25e en 2017.
- 2 podiums dont 1 victoire en descente[Note 1]

| Année/Classement | Général | Général | Descente | Descente | Slalom | Slalom | Slalom géant | Slalom géant | Super G | Super G | Combiné | Combiné |
| Année/Classement | Class.  | Points  | Class.   | Points   | Class. | Points | Class.       | Points       | Class.  | Points  | Class.  | Points  |
| ---------------- | ------- | ------- | -------- | -------- | ------ | ------ | ------------ | ------------ | ------- | ------- | ------- | ------- |
| 2016             | 111e    | 8       | -        | -        | -      | -      | -            | -            | -       | -       | 41e     | 8       |
| 2017             | 25e     | 343     | 10e      | 196      | -      | -      | -            | -            | 14e     | 123     | 26e     | 24      |
| 2018             | 54e     | 148     | 29e      | 58       | -      | -      | -            | -            | 24e     | 72      | 26e     | 18      |
| 2019             | 75e     | 56      | 30e      | 56       | -      | -      | -            | -            | -       | -       | -       | -       |

| Édition / Épreuve | Descente              | Total |
| ----------------- | --------------------- | ----- |
| 2017              | Altenmarkt-Zauchensee | 1     |
| Total             | 1                     | 1     |

### Championnats d'Autriche
- Championne de la descente en 2018.